# Chilodes dubiosa
Chilodes dubiosa là một loài bướm đêm trong họ Noctuidae.